# Glonn
Glonn är en köping (Markt) i Landkreis Ebersberg i det tyska förbundslandet Bayern. Glonn, som bland annat är känt för Schloss Zinneberg, har cirka 5 300 invånare.
Köpingen ingår i kommunalförbundet Glonn tillsammans med kommunerna Baiern, Bruck, Egmating, Moosach och Oberpframmern.